# Загадное
Загадное — посёлок в Новокузнецком районе Кемеровской области. Входит в состав Терсинского сельского поселения.

## География
Центральная часть населённого пункта расположена на высоте 272 м над уровнем моря.

## Население
| 2010 |
| ---- |
| 197  |

### Половой состав
По данным Всероссийской переписи населения 2010 года, в посёлке Загадное проживало 197 человек (99 мужчин, 98 женщин).

## Улицы
- ул. Подгорная,
- ул. Таловская,
- ул. Центральная.

## Инфраструктура
В посёлке функционирует средняя школа.